# New Tazewell
New Tazewell város az USA Tennessee államában, Claiborne megyében. Lakosainak száma 2769 fő (2020. április 1.).

## Népesség
A település népességének változása:

| 2010 | 3 037 |
| 2020 | 2 769 |